# استل دزانژ
استل دزانژ (فرانسوی: Estelle Desanges‎؛ زاده ۸ مارس ۱۹۷۷) یک بازیگر پورنوگرافی اهل فرانسه است.